# David Hauss
David Hauss (Parigi, 1º febbraio 1984) è un triatleta francese.

## Carriera
Ha vinto nel 2002 e nel 2003 la medaglia d'argento ai campionati del mondo di triathlon, categoria junior.
Bronzo agli europei élite di Athlone del 2010.